# داوود اخلاقی
داوود اخلاقی (زادهٔ ۲۷ فرودین ۱۳۲۳) در تهران متولد شد و دوچرخه‌سوار اهل ایران است.
وی عضو تیم ایران در مسابقات المپیک تابستانی ۱۹۶۴ بود که در بخش مسابقه جاده انفرادی و تایم تریل تیمی شرکت کرد.
وی همچنین مدال برنز در بازی‌های آسیایی ۱۹۶۶ در بخش «تایم تریل تیمی» (۱۰۰ کیلومتر) را به‌دست‌آورد.
وی در تاریخ ۱۵ بهمن ۱۳۹۵ در کشور کانادا چشم از جهان گشود